# Saul Hertz

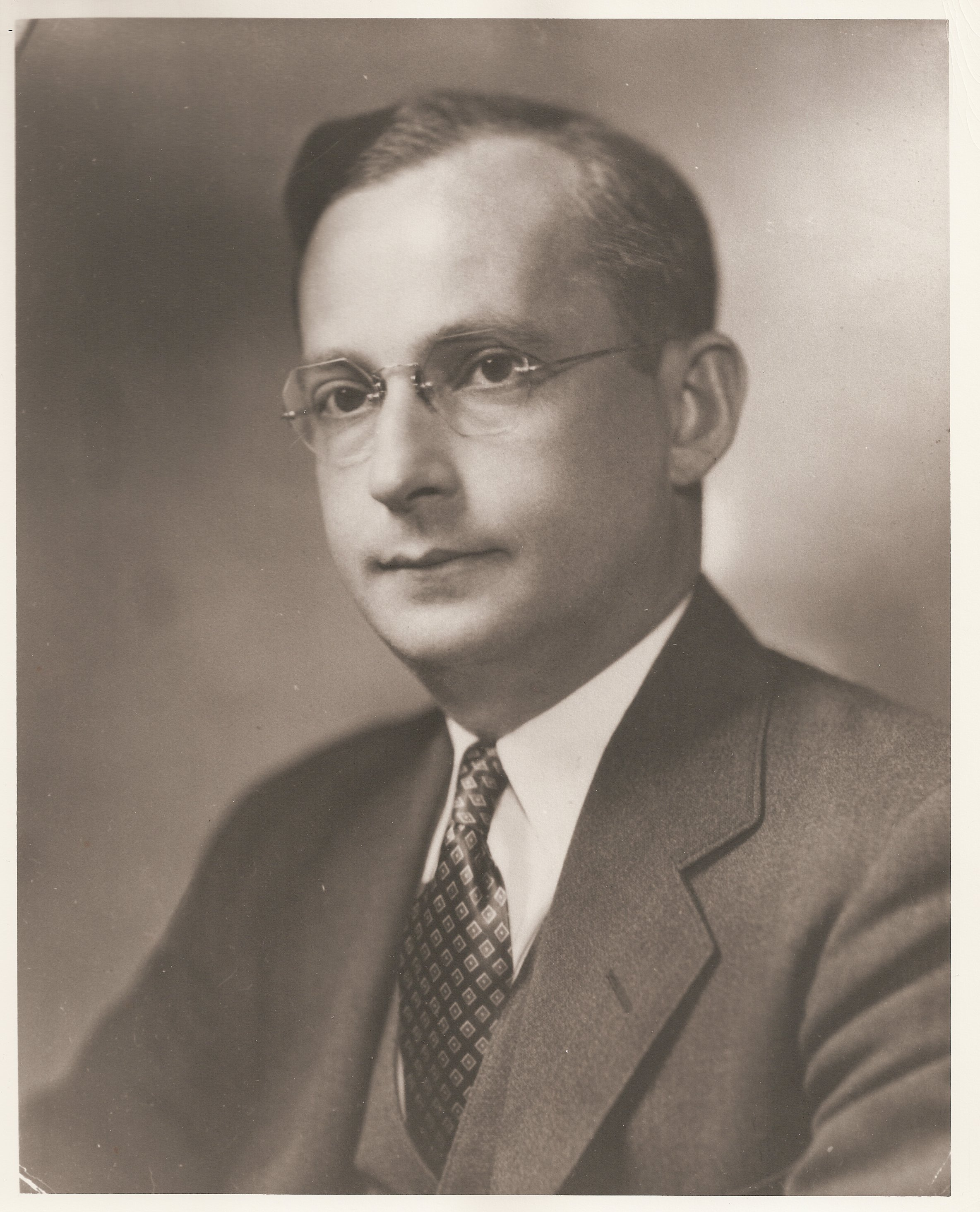
Saul Hertz 1940

Saul Hertz (* 20. April 1905 in Cleveland, Ohio; † 28. Juli 1950 in Boston) war ein US-amerikanischer Mediziner, ein Pionier der Radiojodtherapie.
Hertz war der Sohn eines jüdischen Einwanderers aus Russland und Maklers. Er studierte an der University of Michigan (Bachelor-Abschluss) und der Harvard Medical School, wo er 1929 seinen M.D.-Abschluss machte. Danach schloss sich eine Facharztausbildung (Internship, Residency) am Mount Sinai Hospital in Cleveland an. 1931 bis 1943 war er Leiter der Schilddrüsenabteilung (Thyroid Clinic and Hospital) am Massachusetts General Hospital. Ab 1943 war er im Medical Corps der US Navy und am Manhattan Project beteiligt in Forschungen zur biologischen und medizinischen Anwendung der Kernphysik. 1946 bis 1950 war er Instructor an der Harvard Medical School und 1946 war er Gründer des Radioactive Isotope Research Institutes in Boston.
1937 begann Hertz mit Tierexperimenten mit radioaktivem Jod zusammen mit dem Physiker Arthur Roberts vom Massachusetts Institute of Technology (MIT), was die Tracer-Eigenschaften des radioaktiven Jods demonstrierte. Ab 1941 konnte er auch Experimente am Menschen beginnen, nachdem das Zyklotron des MIT 1940 fertiggestellt war, mit dem Jod-130 und -131 hergestellt wurden. Januar 1941 erfolgte die erste erfolgreiche Behandlung eines Patienten mit Morbus Basedow am Massachusetts General Hospital. 1946 folgte die Veröffentlichung dazu, die 29 Fälle umfasste. Sie trug dazu bei, dies zu einer Standardtherapie in den USA zu machen.
Hertz befasste sich auch mit anderen Aspekten der frühen Nuklearmedizin und untersuchte auch die Behandlung von Schilddrüsenkrebs mit radioaktiven Isotopen.